# German Juniors 2012
Das German Juniors 2012 im Badminton fand vom 8. bis zum 11. März in Berlin statt. Es war die 29. Austragung dieses bedeutendsten internationalen Badminton-Juniorenwettkampfs in Deutschland.

## Sieger und Platzierte
| Disziplin    | Gold                                           | Silber                                   | Bronze                       |
| ------------ | ---------------------------------------------- | ---------------------------------------- | ---------------------------- |
| Herreneinzel | Kho Henrikho Wibowo                            | Thomi Azizan Mahbub                      | Kim Dong-joo                 |
| Herreneinzel | Kho Henrikho Wibowo                            | Thomi Azizan Mahbub                      | Heo Kwang-hee                |
| Dameneinzel  | Lee Jang-mi                                    | Malvinne Ann Venice Alcala               | Jeon Ju-i                    |
| Dameneinzel  | Lee Jang-mi                                    | Malvinne Ann Venice Alcala               | Kim Hyo-min                  |
| Herrendoppel | Kasper Antonsen Frederik Colberg               | Arya Maulana Aldiartama Edi Subaktiar    | Hafiz Faizal Putra Eka Rhoma |
| Herrendoppel | Kasper Antonsen Frederik Colberg               | Arya Maulana Aldiartama Edi Subaktiar    | Lee Chun Hei Tam Chun Hei    |
| Damendoppel  | Melati Daeva Oktavianti Rosyita Eka Putri Sari | Jeon Ju-i Yang Soo-yeon                  | Han Ga-hee Kim Hye-rin       |
| Damendoppel  | Melati Daeva Oktavianti Rosyita Eka Putri Sari | Jeon Ju-i Yang Soo-yeon                  | Eo Yeon-woo Lee Jang-mi      |
| Mixed        | Lee Chun Hei Cheung Ngan Yi                    | Jim Middelburg Soraya de Visch Eijbergen | Tai An Khang Ho Yen Mei      |
| Mixed        | Lee Chun Hei Cheung Ngan Yi                    | Jim Middelburg Soraya de Visch Eijbergen | Bae Kwon-young Kim Ji-won    |